# Donnycarney
Donnycarney är en stadsdel i Irlands huvudstad Dublin, i stadens centrum. Antalet invånare är 7 660.